# 老山蛇根草
老山蛇根草（学名：Ophiorrhiza laoshanica）是茜草科蛇根草属的植物，为中国的特有植物。分布在中国大陆的广西等地，一般生于林下湿处，目前尚未由人工引种栽培。